# 伊東純一 (月電工業)
伊東 純一（いとう じゅんいち、1948年8月21日 - ）は、日本の実業家、馬主。
福島県福島市に本社を置く、通信装置の製造などを手がける月電工業株式会社の代表取締役会長兼社長を務める。

## 経歴
1948年生まれ。生まれは小浜町の酒屋であったが、見込まれて月電工業株式会社に入社した。マラリアに感染したというフィリピンなどへの海外出張を重ね、同社常務取締役を経て、同社社長に就任。その後は同社代表取締役会長を務める。

## 馬主活動

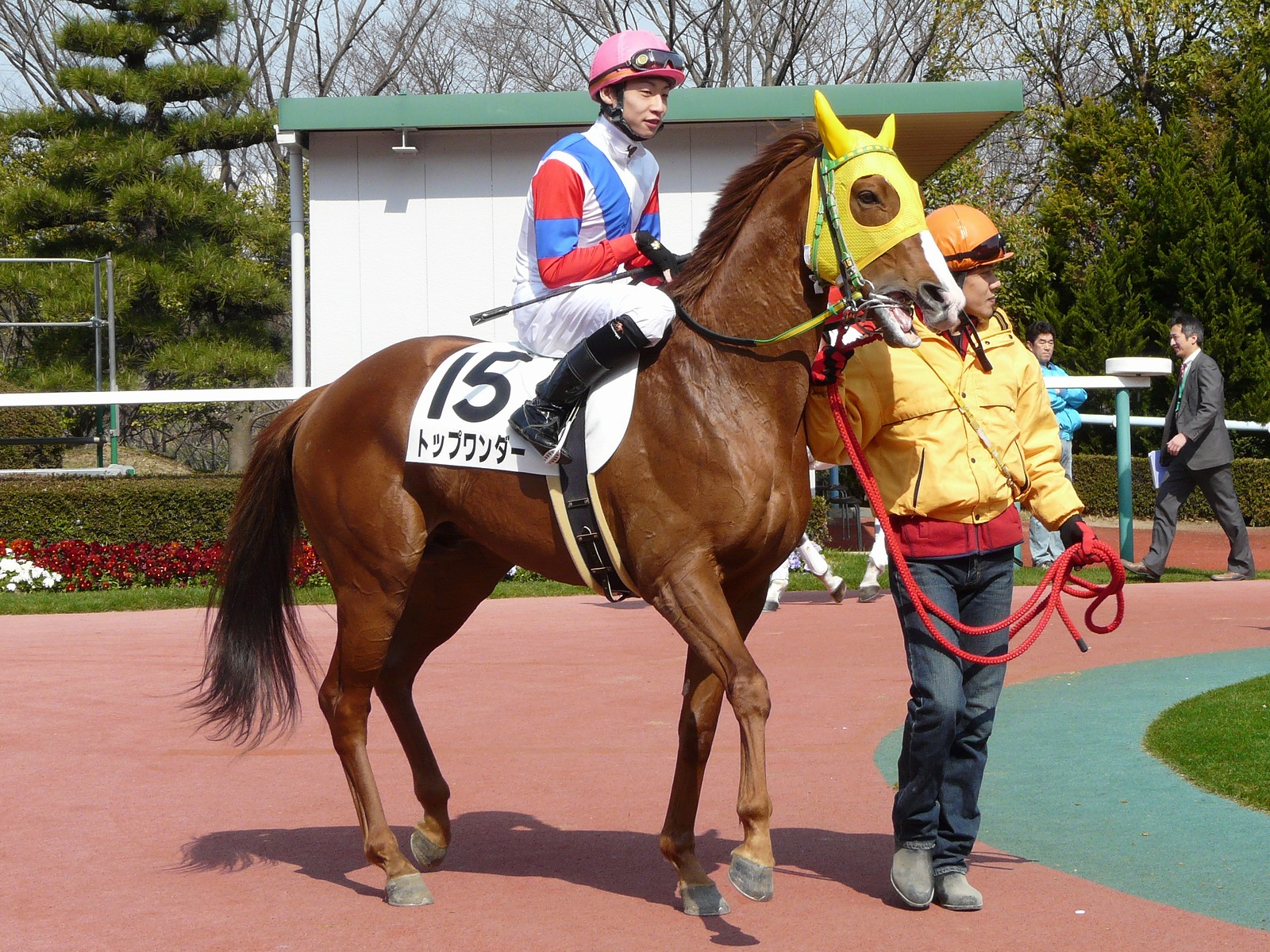
伊東の勝負服を着用した南田雅昭、騎乗馬トップワンダー

日本中央競馬会（JRA）に登録する馬主としても知られる。勝負服の柄は白、青襷、赤袖青一本輪。「グラス」の冠名を用いている、月電工業株式会社の関連会社である半沢有限会社とは異なり、伊東名義では冠名は使用していない。また、2013年度より一般社団法人福島馬主協会の会長を務めている。
前述の半沢名義の所有馬で、1998年、1999年の有馬記念連覇などの実績を挙げたグラスワンダーをアメリカ合衆国・キーンランドでのセールで落札したのは伊東であった。シェイク・モハメド殿下（ゴドルフィン）との競り合いの末、25万ドルで落札することに成功したという。